# François Cheng
François Cheng (chiń. 程抱一; pinyin Chéng Bàoyī; ur. 30 sierpnia 1929 w Nanchang) – pisarz, poeta, eseista, tłumacz i kaligraf francuski chińskiego pochodzenia. Studiował na uniwersytecie w Nankinie. W 1949 roku przeprowadził się do Francji. Początkowo pracował tam jako wykładowca m.in. w École des Langues Orientales. W latach 80. XX wieku zaczął pisać wiersze w języku francuskim. W 2002 roku wybrano go (jako pierwszą w historii osobę pochodzenia azjatyckiego) do Akademii Francuskiej. Zgodnie z duchem buddyzmu i taoizmu Cheng dąży w swoich utworach do osiągnięcia harmonii i poczucia Jedni, obrazuje przemianę i zarazem jedność losu człowieka i świata-kosmosu. Oprócz zbiorów wierszy Cheng opublikował kilka książek o chińskiej poezji i malarstwie, a także kilka powieści m.in. Le dit de Tianyi (1998) uhonorowana prestiżową Prix Femina opowieść o dramatycznej miłości w komunistycznych Chinach, która jest jednocześnie oskarżeniem maoistowskiej dyktatury.

## Prace
- Analyse formelle de l'œuvre poétique d'un auteur des Tang: Zhang Ruoxu (1970)
- Le Pousse-pousse, (tłumaczenie Lao She, 1973)
- L'Écriture poétique chinoise (1977)
- Vide et plein: le langage pictural chinois (1979)
- L'espace du rêve: mille ans de peinture chinoise (1980)
- Sept poètes français (1983)
- Henri Michaux, sa vie, son œuvre (1984)
- Chu Ta : le génie du trait (1986)
- Some Reflections on Chinese Poetic Language and its Relation to Chinese Cosmology dans The Vitality of the Lyric Voice (1986)
- The Reciprocity of Subject and Object in Chinese Poetic Language dans Poetics East and West (1988)
- De l'arbre et du rocher (1989)
- Entre source et nuage, Voix de poètes dans la Chine d'hier et d'aujourd'hui (1990)
- Saisons à vie (1993)
- Trente-six poèmes d'amour (1997)
- Quand les pierres font signe (współautor: Fabienne Verdier, 1997)
- Le Dit de Tyanyi (1998, Prix Femina)
- Shitao : la saveur du monde (1998, Prix André Malraux)
- Cantos toscans (1999)
- D'où jaillit le chant (2000)
- Double chant (2000, Prix Roger Caillois)
- Et le souffle devient signe (2001)
- Qui dira notre nuit (2001)
- L'éternité n'est pas de trop, Albin Michel, (2002)
- Le Dialogue, Une passion pour la langue française, Desclée de Brouwer, (2002)
- Le Long d'un amour, Arfuyen, (2003)
- Le Livre du vide médian, Albin Michel, (2004)
- Que nos instants soient d'accueil, (współautor: Francis Herth, 2005)
- À l'orient de tout, Gallimard, (2005)
- Cinq méditations sur la beauté, Albin Michel, (2006)